# لويس بينيتيز
لويس بينيتيز (بالإسبانية: Luis Benítez)‏ هو لاعب كرة قدم أرجنتيني في مركز الوسط، ولد في 14 فبراير 1985 في بوينس آيرس في الأرجنتين. لعب مع نادي راسينغ.

## وصلات خارجية
- لويس بينيتيز على موقع قاعدة بيانات كرة القدم.إي يو (الإنجليزية)